# این‌ایندو: راه و رسم نینجا
این‌ایندو: راه و رسم نینجا (انگلیسی: Inindo: Way of the Ninja) یک بازی ویدئویی در سبک نقش‌آفرینی است که توسط کویی و در سال ۱۹۹۱ و در پلت‌فرم‌های سری پی‌سی-۸۸۰۰، پی‌سی-۹۸۰۱، سوپر نینتندو، و ام‌اس‌ایکس ساخته و منتشر شده‌است.